# Маад аль-Мустансир Биллах
Абу Тамим Маад ибн Али аль-Мустансир Биллах аль-Фатими (араб. المستنصر بالله الفاطمي‎; 5 июля 1029, Каир — 10 января 1094, Египет) — исмаилитский халиф из династии Фатимидов. Правил Фатимидским халифатом с 1036 в 1094. Период его правления насчитывал 60 лет — это самый длинный из всех халифатов и в Египте, как и в любом другом исламском государстве.

## Муайад фи-д-Дин аш-Ширази
Абу Наср Муайад фи-д-Дин аш-Ширази (1000—1078) — исмаилитский учёный, философ и поэт, проповедник и богослов персидского происхождения. Служил аль-Мустансиру как «да’и», в конце концов достигнув наивысшего ранга Баб аль-Адваб («Ворота ворот») и да’и ад-Дуат («Глава миссионеров»). В своих богословских и философских сочинениях он окончательно оформил доктрину исмаилизма. Аш-Ширази родился в городе Шираз, столице провинции Фарс (тогда Персия, в настоящее время — Иран), в 1000 году нашей эры. Его отец, Муса ибн Дауд, служил халифу аль-Хакиму Биамриллаху в качестве главного миссионера в провинции Фарс.

## Визирь Бадр аль-Джамали
Бадр аль-Джамали был визирем, командующим войсками и да’и ад-дуат — главным миссионером при аль-Мустансире. Этнический армянин, он был приобретен сирийским эмиром Джамалом ад-Даула как раб за сравнительно небольшую цену. Позже он стал мамлюком. Далее он был назначен губернатором Акко, а в 1074 году — командующим армией. Аль-Джамали умер в 1094 году, будучи фактическим правителем халифата Фатимидов. Бадр аль-Джамали инициировал строительство в Каире таких зданий, как мечеть Аль-Джаме аль-Джуйюши, ворота Баб аль-Футух (Ворота завоевателя), Баб аль-Наср (Ворота победы) и Баб Зувейла.

## Голод
Между 457/1065 и 464/1072 годами в Египте разразился сильный голод. В это же время обострилась борьба между турецкой и суданской фракцией внутри фатимидской армии. Берберские кочевые племена из Нижнего Египта стали намеренно усугублять страдания населения от разорения сельской местности, уничтожая насыпи и каналы Нила. Конюшни халифа резко сократились с десяти тысяч животных до всего трех лошадей. В итоге, как писали хронисты, у аль-Мустансира осталась одна единственная лошадь, и что, когда он выезжал из дворца, его придворные следовали пешком. Пока длился голод, население страны продолжало сокращаться. Затяжной голод сменился чумой: целые районы обезлюдели.

## Турецкие наёмники
Одновременно турецкие наёмники опустошили казну. Многие из произведений искусства и дворцовые ценности всех видов были проданы, чтобы удовлетворить их требования, при этом часто они сами были покупателями, приобретая утварь по бросовым ценам и перепродавая втридорога. Изумруды на сумму 300 000 динаров были куплены одним турецким генералом за 500 динаров, а в 1068 году книги стоимостью 30 000 000 динаров были проданы, чтобы обеспечить уплату жалования туркам. Драгоценная библиотека, которая была доступна для общественности и была одной из достопримечательностей Каира, была распродана, а часть книг разорваны, выброшены или использованы для розжига костров. Наконец, турки начали борьбу между собой. Насир ад-Даула, турецкий генерал армии Фатимидов, обложил Фустат, который обороняла соперничающая фракция турецкого караула. Насир сжег часть города и занял его. Когда он вошёл во дворец, он нашёл аль-Мустансира в покоях с голыми стенами и с тремя рабами. Халиф все это время питался двумя хлебами, которые были направлены ему дочерьми грамматика Ибн Бабшанда.
Турки заняли Каир и подчинили себе визирей, а с самим халифом обращались с презрением, используя свою власть, чтобы истощить казну путём повышения своего жалования почти в двадцать раз. Насир ад-Даула стал настолько властным в своем поведении, что его собственные приближенные убили его в 466/1074 году. Это привело город в его худшее состояние, так как различные турецкие фракции вели себя не лучше, чем бандиты. Условия жизни в Египте продолжали ухудшаться.
В 1094 году аль-Мустансир умер, и его сменил его сын, аль-Мустали Биллах.